# Tosterglope
Tosterglope ist eine Gemeinde im Landkreis Lüneburg in Niedersachsen. Sie gehört der Samtgemeinde Dahlenburg an, die ihren Verwaltungssitz im Flecken Dahlenburg hat.

## Geografie

### Lage
Tosterglope liegt im Naturpark Wendland.Elbe (ehem. Naturpark Elbhöhen-Wendland).

### Gemeindegliederung
Die vier Ortsteile der Gemeinde sind:
1. Gut Horndorf
2. Köhlingen
3. Tosterglope
4. Ventschau

## Geschichte

### Erste Erwähnung
Die Gemeinde wurde 1330 als Toregelop erstmals urkundlich erwähnt.

### Gebietsreform
Am 1. März 1974 wurden die bis dahin selbstständigen Gemeinden Tosterglope und Ventschau zur Gemeinde Tosterglope zusammengelegt.

## Politik
Die Gemeinde Tosterglope gehört zum Landtagswahlkreis Elbe und zum Bundestagswahlkreis Lüchow-Dannenberg – Lüneburg.

### Gemeinderat
Der Gemeinderat aus Tosterglope setzt sich aus neun Mitgliedern zusammen. Die Ratsmitglieder werden durch eine Kommunalwahl für jeweils fünf Jahre gewählt.
Bei der Kommunalwahl 2021 ergab sich folgende Sitzverteilung:
- Wählergruppe Tosterglope-Ventschau (WGTV): 6 Sitze
- Aktive Wählergemeinschaft Ventschau/Tosterglope (AWG): 3 Sitze

Vorherige Sitzverteilungen:
| Wahljahr | WGTV                                                                | Gesamt  |
| 2016     | 9                                                                   | 9 Sitze |
|          | __________________________ WGTV: Wählergruppe Tosterglope-Ventschau |         |

### Bürgermeister
Der ehrenamtliche Bürgermeister Hermann Saucke wurde am 25. Oktober 2018 gewählt. Januar 2024 trat Saucke zurück.
Neuer Bürgermeister ist Jan Hendrik Wellnitz seit März 2024.

### Wappen
Blasonierung: „In einem durch einen halbrund nach oben gekrümmten silbernen Bach quer geteilten grünen Wappenschild oben drei goldene Pflugscharen, unten ein goldener Findling.“
Die drei Pflugscharen stehen für die bäuerlich geprägten Ortsteile Tosterglope, Köhlingen und Gut Horndorf. Der Findling steht für den Ortsteil Ventschau. Ein solcher ist dort tatsächlich zu finden. Der Bach steht für den Barnbeker Bach, der Ventschau von den anderen Ortsteilen trennt.

## Verkehr
Tosterglope liegt an der L 232, die die Bundesstraße 216 mit der Elbfähre in Neu Darchau verbindet. Durch diese Route besteht auch eine Busverbindung (Linie 5300) alle zwei Stunden, die alle vier Ortsteile direkt mit Dahlenburg (mit Schulen und Einkaufsmöglichkeiten) und Lüneburg verbindet. Als einzige Gemeinde im Landkreis Lüneburg verfügt Tosterglope über keinerlei Fahrradwege.